# Emilia Pérez
Emilia Pérez este un film muzical francez de comedie polițistă din 2024, scris și regizat de Jacques Audiard. Bazat pe libretul de operă al lui Audiard cu același nume, care la rândul său a fost bazat pe romanul Écoute din 2018 de Boris Razon, filmul urmărește un lider de cartel mexican (Karla Sofía Gascón) care angajează o avocată (Zoe Saldaña) pentru a o ajuta să dispară, prin intermediul unor operații de schimbare de sex. Selena Gomez, Adriana Paz, Mark Ivanir și Édgar Ramírez apar, de asemenea, în rolurile principale.
Filmul Emilia Pérez a avut premiera mondială pe 18 mai 2024 la cea de-a 77-a ediție a Festivalului de Film de la Cannes, unde a câștigat Premiul Juriului și premiul pentru cea mai bună actriță. A fost lansat în cinematografe de Pathé în Franța pe 21 august 2024. Filmul a fost primit pozitiv de criticii din Statele Unite și Europa, primind laude pentru regie, muzică, interpretări și pentru temele abordate. În Mexic, filmul a fost criticat de public și de critici, datorită reprezentării sale culturale, compoziția cântecelor, utilizarea stereotipurilor și dialogul în limba spaniolă. Anumiți comentatori LGBTQ au criticat reprezentarea persoanelor trans.